# Confine tra Costa Rica e Nicaragua
Il confine tra la Costa Rica e il Nicaragua ha una lunghezza di 309 km e separa, in direzione ovest, il nord della Costa Rica dal Nicaragua, estendendosi tra le coste del mare Caraibico (a est) e dell'Oceano Pacifico (a ovest). Attraversa quasi direttamente il lago Nicaragua e il fiume San Juan.

## Storia
Le due nazioni fecero parte della Repubblica Federale del Centro America dal 1824 al 1838, anno della dissoluzione della federazione e della creazione del confine internazionale.
Dopo l'annessione costaricana di Nicoya nel 1824, il Nicaragua reclamò in reiterate occasioni tale territorio. Con l'obiettivo di risolvere la questione si firmarono vari trattati: Oreamuno-Buitrago (1838), Madriz-Zavala (1846), Molina-Juárez (1848), Molina-Marcoleta (1854), Cañas-Juárez (1857) e Cañas-Martínez (1857). Tuttavia nessuno di questi venne ratificato, così come il Trattato di Webster-Crampton (1852).
Nell'aprile del 1858 il governo nicaraguense inviò in Costa Rica il suo ministro, Massimo Jerez Tellería, al fine di negoziare un nuovo accordo. Da parte costaricana fu incaricato José María Canne Escamilla. Il 15 aprile venne firmato il Trattato di Cañas-Jerez, che fu approvato dai parlamenti dei due stati. L'allora presidente della Costa Rica, Juan Rafael Mora Porras si recò a Rivas, in Nicaragua, dove ebbe luogo la sottoscrizione del trattato con il presidente di nicaraguense Tomás Martínez Guerriero. Secondo quanto previsto dal trattato, il fiume San Juan sarebbe appartenuto al Nicaragua, compreso il suo margine destro mentre la Costa Rica salvava i propri diritti di navigazione commerciale (a eccezione delle navi da guerra e di polizia).
All'inizio del decennio del 1870, il Nicaragua iniziò a contestare la validità delle Trattato Cañas-Jerez. Per risolvere la nuova disputa vennero effettuate varie negoziazioni: Herrera-Zavala nel 1872 e Víquez-Passi nel 1886, oltre le sottoscrizioni dei trattati di Zambrana-Álvarez (1883) e Castro-Navas (1884), che tuttavia non riuscirono ad accordare un assetto definitivo. Agli inizi del 1886 ci fu un altro inasprimento delle tensioni tra i due paesi, risolto poi grazie alla mediazione del Guatemala che riuscì a far sottoscrivere una convenzione arbitrale tra i presidenti di Costa Rica e Nicaragua. La convenzione, chiamata Esquivel-Román, prevedeva di sottoporre la questione relativa alla validità del Trattato di Cañas-Jerez all'arbitrato del presidente degli Stati Uniti. Il 22 marzo del 1888 il presidente statunitense Grover Cleveland riconobbe la validità del trattato. Il suo "Lodo Cleveland" chiarì anche vari punti sull'interpretazione dei confini limitrofi.
Una questione sollevata dalla Costa Rica, per ottenere i diritti di navigazione e un controllo più efficace dei confini, è all'esame della Corte Internazionale di Giustizia dell'Aia. Inoltre l'isola Calero, che si trova nello sbocco del fiume, è stata oggetto di una disputa tra i due i paesi. La disputa è stata risolta nel 2018 dalla Corte Internazionale dando l'isola Calero alla Costa Rica però creando un'exclave nicaraguense attorno alla Laguna Los Portillos. 
Nel 2010, il viceministro degli esteri costaricano, Carlo Roversi, si lamentò in merito alla mappa pubblicata da Google Maps sul confine tra i due stati in quanto conteneva degli errori che hanno determinato l'accesso di militari nicaraguensi in Costa Rica. La mappa dell'Istituto Nicaraguense di Studi Territoriali (INETER) coincide con quella dell'Istituto Geografico Nazionale della Costa Rica, ambedue basate sul trattato di Cañas-Jerez del 1858 e del Lodo Cleveland del 1888.

## Regioni di confine
Il limite separa, da est a ovest, le seguenti regioni:
- Dipartimenti di Nicaragua: Fiume Santo Juan, Rivas.
- Province di Costa Rica: Limone, Heredia, Alajuela e Guanacaste.